# Manduca wellingi
Manduca wellingi is een vlinder uit de familie van de pijlstaarten (Sphingidae). De wetenschappelijke naam van de soort werd in 1984 gepubliceerd door Brou.